# Ludwig Kögl
Ludwig "Wiggerl" Kögl (Penzberg, 7 maart 1966) is voormalig Duits profvoetballer. Sinds 2001 heeft Ludwig Kögl een eigen Sportmanagementbureau: Kögl & Partner GmbH in Rothenburg, Zwitserland.

## Carrière

### Beginjaren
Ludwig Kögl werd geboren in Duitsland in het stadje Penzberg, in de buurt van München. Van zijn zesde tot zijn zestiende jaar voetbalde Ludwig Kögl bij de plaatselijke voetbalvereniging FC Penzberg. De talentvolle Kögl kreeg vaak aanbiedingen van profclubs, maar hij bleef FC Penzberg trouw. Toen de profclub TSV 1860 München regelde dat hij vervroegd zijn rijbewijs kon halen, maakte hij op zeventienjarige leeftijd de overstap naar München. Zo kon hij bij zijn ouders in Penzberg blijven wonen. Inmiddels speelde hij bij SpVgg Starnberg, een club uit een naburige stad. Kögl was door TSV 1860 München gehaald voor de A-jeugd, maar na drie maanden maakte hij al zijn debuut in het eerste elftal. Hij speelde dat seizoen 12 wedstrijden voor de Münchener Löwen en scoorde twee doelpunten. Het team kwam op dat moment uit in de Bayernliga (3e klasse) en promotie naar de Tweede Bundesliga werd op een haar na gemist. Al snel viel het oog van grote buurman FC Bayern München op de getalenteerde aanvaller en in de zomer van 1984 haalde manager Uli Hoeneß, Kögl naar de Beierse topclub.

### Bayern München
Op 25 augustus 1984 maakte Ludwig Kögl op de eerste speeldag van het seizoen 1984/85 zijn debuut in de Bundesliga. Hij kwam in de 61e minuut voor Michael Rummenigge in het veld, tijdens de uitwedstrijd tegen Arminia Bielefeld (3-1 winst). Zijn eerste basisplaats had hij op de derde speeldag in de uitwedstrijd tegen Bayer Uerdingen (3-1 winst). Al snel groeide "Wiggerl" Kögl uit tot publiekslieveling en zijn ster was rijzende. De bijnaam "Wiggerl" kreeg hij door de spectaculaire dribbels die hij maakt en de precieze voorzetten die hij afleverde. Tevens is het een verbastering van zijn naam (Wiggerl betekent "kleine Ludwig"). Zijn eerste doelpunt in de Bundesliga maakte hij op 21 mei 1985, tijdens de 32e speeldag, toen Bayern München met 4-0 won van Karlsruher SC. Kögl scoorde de 0-2 in de 46e minuut. Dat hij als aanvaller pas op de 32e speeldag zijn eerste goal maakte was de enige onvolkomenheid in zijn spel. Ludwig Kögl moest het vooral hebben van zijn voorzetten en was geen echte afmaker. Zijn eerste doelpunt in een thuiswedstrijd maakte hij pas na vijf jaar in Beierse dienst. Op 9 augustus 1989 maakte hij de 1-0 tegen FC Homburg.
In zijn debuutseizoen won Kögl met Bayern München de Duitse titel. Ook het seizoen daarop (1985/86) was Kögl met Bayern München zeer succesvol. In dat jaar pakte Bayern de dubbel: het werd Duits kampioen door Werder Bremen op doelsaldo voor te blijven en het won de beker door in de finale VfB Stuttgart met 5-2 te verslaan. Bayern had op dat moment een sterke ploeg met spelers als Jean Marie Pfaff, Klaus Augenthaler, Søren Lerby en Lothar Matthäus. Het daaropvolgende seizoen (1986/87) werd het opnieuw kampioen en haalde het de finale van de Europacup I tegen FC Porto. Velen zullen zich deze wedstrijd nog herinneren van "het hakje van Madjer". Outsider FC Porto won de Europacup voor landskampioenen door deze goal in de 78e minuut en een goal van Juary twee minuten later. Hierdoor bleef de 1-0 van Kögl (kopbal, 25e minuut) onderbelicht. In het seizoen 1987/88 moest Bayern de titel aan Werder Bremen laten, maar de twee daaropvolgende seizoenen werd Kögl opnieuw kampioen met Bayern. Hij is dan inmiddels van aanvaller omgeturnd tot middenvelder. Reden hiervoor was dat hij (te) weinig scoorde voor een aanvaller. Daarnaast werd Kögl achtervolgd door blessures. De meeste wedstrijden van Bayern maakte hij hierdoor mee als wisselspeler. Vaak werd hij voortijdig naar de kant gehaald of werd hij bij een voorsprong de tweede helft ingezet om met zijn dribbels de verdedigers van de tegenpartij vast te pinnen op eigen helft, zodat ze niet mee naar voren gingen.

### VfB Stuttgart
In de zomer van 1990 verliet Kögl Bayern München. De, dan al door velen afgeschreven, speler ging bij VfB Stuttgart voetballen. Daar verdiende hij een nieuwe bijnaam, namelijk die van "Stehaufmännchen". Door middel van doorzettingsvermogen, wilskracht en veel trainingsarbeid wist hij zich weer terug te vechten tot een van de beste spelers van de Bundesliga. Dit legde ook VfB Stuttgart geen windeieren, want twee jaar later, in het seizoen 1991/92, behaalde hij met Stuttgart zijn zesde Duitse titel. Op de laatste speeldag ging Stuttgart samen met drie clubs aan kop, alle drie met 50 punten. Doordat Stuttgart met 2-1 won van Bayer Leverkusen en concurrent Eintracht Frankfurt verloor, bleef Stuttgart Borussia Dortmund op doelsaldo voor en pakte de titel. Uit een afgemeten voorzet van Kögl scoorde teamgenoot Guido Buchwald vier minuten voor tijd de winnende treffer. De drie volgende seizoenen (van 1992 tot 1995) waren voor Kögl zeer succesvol, in die zin dat hij bijna alle wedstrijden, meestal van het begin tot het eind, meespeelde. Helaas wist hij met Stuttgart geen prijzen meer te pakken. In het seizoen 1995/96 speelden blessures Kögl weer parten. Hij speelde dat seizoen slechts 11 wedstrijden in de Bundesliga voor Stuttgart (waarvan slechts drie van het begin tot het eind) en vertrok aan het einde van het seizoen naar het Zwitserse FC Luzern.

### FC Luzern
Van 1996 tot 1999 speelde Kögl 94 wedstrijden (13 doelpunten) voor, het in de Zwitserse Nationalliga A uitkomende, FC Luzern. Hij haalde met FC Luzern de Zwitserse bekerfinale in 1997 (tegen FC Sion 3-3, 5-4 na strafschoppen), waarin hij de 1-1 scoorde.

### SpVgg Unterhaching
In 1999 promoveert SpVgg Unterhaching voor het eerst in haar bestaan naar de Bundesliga. De club uit een voorstad van München slaagt erin Ludwig Kögl terug te halen naar Duitsland. In zijn eerste jaar bij Unterhaching speelt Kögl 16 wedstrijden in de Bundesliga. Blessures spelen hem nog steeds parten en van die 16 wedstrijden speelt hij maar een van het begin tot het einde mee. Hij scoort dat seizoen één doelpunt. Dit zal later zijn laatste goal in de Bundesliga blijken te zijn. In de met 2-0 gewonnen thuiswedstrijd tegen, uitgerekend, VfB Stuttgart, scoort hij de 2-0 uit een vrije trap. Dat seizoen weet Unterhaching zich trouwens keurig te handhaven in de Bundesliga met een negende plaats. Het jaar daarop in het seizoen 2000/ 2001 komt hij nog 5 keer in actie voor "Haching". Zijn laatste wedstrijd als prof speelde Ludwig Kögl op 15 december 2000 in de thuiswedstrijd tegen Eintracht Frankfurt (2-0 winst). Hij komt als wisselspeler in de 85e minuut in het veld. Zijn laatste vijf minuten als profvoetballer.

## Erelijst
VfB Stuttgart
- Bundesliga

1992